# سابينو باريناغا
سابينو باريناغا البردي (بالإسبانية: Sabino Barinaga Alberdi؛ 15 أغسطس 1922 – 19 مارس 1988) كان لاعب كرة قدم ومدرب سابق، لعب كمهاجم.
شارك في 205 مباراة بالدوري الإسباني وسجل 92 هدفًا على مدار 13 موسمًا. بدأ بعد ذلك مهنته التدريبية، استمرت ما يقارب 25 عامًا.

## المسيرة الكروية
ولد باريناغا في دورانجو، بسكاي، وانتقل إلى إنجلترا في سن المراهقة في بداية الحرب الأهلية الإسبانية، برفقة اثنين من إخوته الثلاثة. كما أصبح مع بعض اللاجئين الآخرين الذين قاموا بنفس الرحلة في عام 1937 لاعبي كرة قدم، بمن فيهم إميليو ألديكاوا وخوسيه غاليغو ورايموندو ليزاما؛ أثناء اللعب في مدرسته الثانوية المحلية اكتشفه ساوثامبتون واستمر في قضاء موسم واحد مع بالفريق الاحتياطي، وسجل 62 هدفًا.
بعد عودته إلى بلاده في نهاية النزاع وبداية الحرب العالمية الثانية، رفض باريناغا عرضًا من عمالقة الباسك أتليتيك بلباو، وانتقل إلى ريال مدريد بدلاً من ذلك. بدأ مهاجم على الجهة اليمنى، قام بأول مباراة له في الدوري الأسباني في 28 أبريل 1940 في خسارة 1–3 أمام أتلتيك، وكان ظهوره الوحيد لهذا الموسم .
من 1943 إلى 1945، بعد ما يقرب من عامين على سبيل الإعارة في الدرجة الثانية مع بلد الوليد، سجل باريناغا 38 هدفًا في الدوري في 48 مباراة، لكن الفريق لم يفز بأي من البطولات في تلك الفترة. سجل أول هدف على الإطلاق في ملعب سانتياغو بيرنابيو، بفوزه 3–1 على البرتغالي نادي بيلينينسش في 14 ديسمبر 1947، وفاز بثلاث بطولات كبرى خلال فترة تسع سنوات في النادي، لا سيما بطولتان من بطولة كأس الجنرال (كأس الملك حالياً)، حيث سجل اللاعب في نهائي 1946 ضد فالنسيا (3–1)؛ في 13 يونيو 1943، سجل أربعة أهداف في 13 دقيقة فقط حيث تغلب ريال مدريد على برشلونة 11–1 على أرضه في نصف نهائي الكأس المحلي، بعد خسارة 0–3 في كامب دي لي كورت في الذهاب.
غادر باريناغا ريال مدريد في عام 1950 كانتقال حر – بعد أن ظهر في موسمه الأخير كمدافع مركزي – ثم لعب ثلاثة مواسم أخرى في المستوى الأعلى مع ريال سوسيداد في منطقته الأم. في صيف عام 1954، بناءً على طلبه، انضم إلى ريال بيتيس حيث اعتزل كلاعب. 

## مسيرته التدريبية
بدأ باريناجا التدريب مع ناديه الأخير. بالنسبة إلى حملة 1957–1958، انتقل إلى الدرجة الأولى مع أوساسونا، حيث ظل في هذه الفريق لمعظم العقد التالي. في عام 1962، قاد سي دي مالقا للصعود من الدرجة الثانية، ليتم إعادته، وهو نفس الشيء الذي فعله أيضًا في بيتيس في عام 1968 ومايوركا في عام 1970.
في الخارج، قاد باريناغا نادي الجيش الملكي المغربي وفاز معه بكأس العرش عام 1971 وهو أول لقب له كمدرب، ثم قاد لبضعة أشهر نادي أمريكا في المكسيك، حيث أدار لاحقًا الفرق الوطنية في نيجيريا والمغرب. وقاد أيضا ريال أوفييدو – الذي سبق له تدريبه في دوري الدرجة الأولى قبل بضع سنوات – لعدم تمكنه من منع الهبوط من دوري الدرجة الثانية عام 1978، كانت وظيفته الأخيرة مع نادي الجيش الملكي الذي قاده للمرة الثالثة لموسمين 1980-1982 

## الوفاة
توفي باريناغا في 19 مارس 1988 في مدريد عن عمر يناهز 65 عامًا بسبب مرض القلب. تم دفنه في مقبرة المدينة.

## الإنجازات

### كلاعب
ريال مدريد
- كأس ملك إسبانيا: 1946،[6] 1947[8]
- كأس إيفا دوارتي: 1947[9]

## وصلات خارجية
- سابينو باريناغا على موقع قاعدة بيانات كرة القدم.إي يو (الإنجليزية)
- سابينو باريناغا على موقع عالم كرة القدم.نت (الإنجليزية)
- سابينو باريناغا على موقع أوليمبيديا (الإنجليزية)
- سابينو باريناغا manager profile على BDFutbol
- سيرة ريال مدريد
- نبذة عن المدرب CiberChe (بالإسبانية)